# Врана
Врана — неофициальная резиденция болгарских монархов на окраине Софии.
Состоит из парка, двухэтажного охотничьего домика (1904) и дворца (1909—1914), вольно сочетающего элементы разных исторических стилей с преобладанием венецианско-далматийских мотивов. В одном из залов вся обшивка и мебель выполнены из карельской берёзы — это подарок русского царя.
На исходе Второй мировой войны дворец пострадал от союзнических бомбардировок, но был срочно восстановлен. Потом в комплексе дворца была резиденция Георгия Димитрова. В парке тайно перезахоронили тело Бориса III; после падения коммунистического режима его сердце было эксгумировано и перенесено в Рильский монастырь.
Конституционный суд в 1998 г. постановил вернуть дворец бывшему царю Симеону Сакскобургготскому, который позже (2001—2005) был премьер-министром страны.
Официальная царская резиденция в центре Софии отдана под Национальную художественную галерею и реституции не подлежит. С 2002 г. Симеон Сакскобургготски проживает на территории усадьбы в охотничьем доме (рядом с дворцом), построенном его дедом Фердинандом I.